# Ennio Lenuzza
Ennio Lenuzza (Pola, 5 agosto 1934 – Gorle, 16 dicembre 2009) è stato un calciatore italiano, di ruolo attaccante.
Muore a 75 anni dopo una lunga malattia.

## Carriera
Attaccante dotato di grande velocità e abilità nel tocco di palla, cresce nella giovanili dell'Atalanta, società con la quale debutta in Serie A nella stagione 1953-1954 a soli 19 anni.
Disputa cinque stagioni nel massimo campionato, tutte con la maglia nerazzurra, per un totale di 43 presenze e 7 reti.
Passa poi al Messina, in Serie B, dove resta per due stagioni, al termine delle quali si trasferisce al Potenza, dove ottiene una promozione in Serie C.
In carriera ha collezionato complessivamente 43 presenze e 7 reti in Serie A e 30 presenze e 6 reti in Serie B.